# Kava
A káva (kiejtés: kává – első "á" hosszú, második rövid) a Piper methysticum (részegítő bors, mámorbors) gyökértörzsének nedvéből és kókusznedvből készült ital, mely Hawaii, Mikronézia és Polinézia nemzeti italaként ismert.
- Egyéb elnevezései: kava-kava vagy kawa-kawa, `awa, waka, lawena, yaqona, sakau.
- Megjelenés: nagy, szív alakú levelekkel rendelkező cserjeféle.

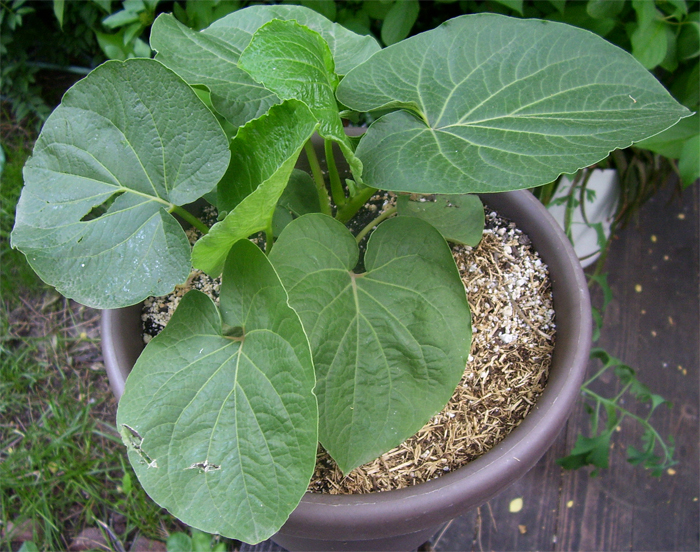
Piper methysticum

- Fő hatóanyaga a kavalakton.

## Eredete
A Csendes-óceán szigetvilágában már több mint 3000 éve ismert italt kultikus és gyógyászati célokra használják: húgyúti megbetegedéseket, köhögést, asztmát, bőrbetegségeket, gonorrhoeát próbálnak gyógyítani vele.

## Kava szertartások
A növény vallási ceremóniákban betöltött szerepe korábban jelentősebb volt a bennszülöttek számára: a gyökérből készült ital elfogyasztása utáni megváltozott tudatállapotban a bennszülöttek a szellemvilággal léptek kapcsolatba.
A vallási szertartások (yaqona szertartás) előtt az előzőleg kiszárított és megőrölt gyökereket szűz lányok rágják meg, majd beleköpik egy edénybe, ahol kókusztejet és vizet adnak hozzá.
Régebben tilalmi okokból a törzsfőnök szívószálféleséggel itta az italt, mert kezével és ajkával nem érinthette a szent folyadékot. A yaqona ivása a múltban elsősorban törzsfőnökök, spirituális vezetők szertartása volt, melyet szellemházakban vezettek le. A 18. század végére tongai hatásra a szertartás már sokkal általánosabba vált, ugyanis Tongán az ital fogyasztása inkább családi, vendégtisztelő és idegenbefogadó szertartásként működött. Ettől kezdve az italt a tanoa nevű edényben (a tabu keményfa törzséből (wessi) faragják) keverték, s egy külön, kókuszdióhéjból faragott kis edényben adták körbe. Ugyancsak tongai hatás a kava gyökerének rágása. Gyakran a közösség lányai, fiai együtt rágták a gyökeret az ital előkészítése során, a közösségi házban körben ülve, ugyanis a nyál enzimjei jelentős hatással vannak a folyamatban.
A kava a társas összejövetelek esetén hasonló szerepet tölt be, mint  más kultúrákban a bor. Az ilyen összejövetelek hawaii neve a Pau Hana (jelentése: munka után), amikor pihenés céljából összejönnek beszélgetni barátokkal és családtagokkal.
A Fiji ceremónia alkalmával a kava a tanoa nevű tálba kerül és vízzel keverve a kinézete olyan lesz, mint a sáros vízé.
A résztvevők félkörbe ülnek és mindenki egy taps és „Bula!” felkiáltás után egy fél kókuszdió héjából (aminek bilo a neve) iszik belőle, a végén hármat tapsol, hangosan azt mondja: „Vinaka!” („köszönöm!”), majd továbbadja.
A „sevu sevu” ceremónia esetén szintén körbeülnek, de ekkor a „Vinaka!” helyett azt kell mondani, hogy „Maca”, ami azt jelenti, hogy anya, ill. üres.
Amikor II. János Pál pápa Óceániába látogatott, ő is megkóstolta a kavát.

## Felhasználása a gyógyászatban
A kava 1768 óta ismert Európában. James Cook első csendes-óceáni expedícióján Johann Georg Forster tanulmányozta és írta le részletesen, valamint a Piper methysticum név is tőle származik. 
A pipericaceae jelentése: a borsfélék családjába tartozó, a methysticum pedig a görög methusztikosz szóból származik, ami bódító italt jelent. A nyugati gyógyászat egészen a 19. század végéig nem foglalkozott a növény hatásaival. Itt a kava 100 évvel ezelőtt kezdődött története elején húgyúti és nemi betegségek szereként vált ismertté, majd egyre inkább a központi idegrendszerre való hatásai kerültek előtérbe. A növény farmakológiai vizsgálata az 1960-as években kezdődött.
A modern gyógyászatban leginkább nyugtatónak, stressz- és szorongásoldónak, 
antidepresszánsnak, anxiolyticus szernek használják a kivonatából készült tabletták, kapszulák és porok formájában.

## Hatása
Először összehúzó és zsibbasztó érzést vált ki a száj nyálkahártyáján, elzsibbasztja a nyelvet, amit megnyugvás, esetleg eufória (feltehetőleg a mesolimbicus dopaminerg neuronok aktiválása révén) követ. Csökkenti a szorongást, ellazítja az izmokat és megkönnyíti az elalvást.

## Veszélyei
A mellékhatások ritkák, bár rendszeres és nagy mennyiségű használata szemirritációt, gyomorpuffadást, kimerültséget, a motorikus reflexek gyengülését okozhatja, valamint kava-dermopathia alakulhat ki (a bőr sárgássá válik és hámlik).
1998-ban jelentek meg az első közlemények a készítmények hepatotoxikus (májkárosító) mellékhatásairól, és végül ez vezetett a Piper methysticum betiltásához Franciaországban, Németországban és Svájcban, ahol az utóbbi években körülbelül 30 beteg esetében tapasztaltak májkárosodást, aminek következtében egy beteg meghalt és négy betegnek májátültetésre volt szüksége.
2002 végéig összesen 78 beteg esetében mutatták ki hepatotoxikus hatásait.
Sokáig vizsgálták, hogy a bennszülötteknél miért csak a dermopathia tünetei lépnek fel akármilyen nagy dózis esetén is, amikor kiderült, hogy a hagyományos módon készült ital nagy mennyiségben tartalmaz a metabolizmushoz szükséges glutationt, viszont a kivonatok ennek még csak a töredékét sem tartalmazzák. 
Az elmúlt néhány év vizsgálatai azt mutatják, hogy megfelelő körültekintéssel a kavatartalmú készítmények biztonságosan alkalmazhatóak lehetnek normál májfunkciók mellett. Szükség esetén glutation-bevitellel elkerülhető a májkárosodások kialakulása.
Magyarországon jelenleg nincs forgalomban hatóságilag engedélyezett kavatartalmú készítmény, de jelenleg folyik a kivonatok gyógyszerként való törzskönyveztetése. A legnagyobb veszélyt azonban az enyhe euforizáló hatás és az ezzel való visszaélések jelenthetik.

## Kava mitológia
A tongaiaknak van egy történetük a kava eredetéről, mely szerint élt egy család az Eue'iki szigeten, Tongatapu mellett, ahol akkoriban nagy éhínség pusztított. Ekkor érkezett hír a Tonga király látogatásáról, ám nekik nem volt ételük, amivel szolgálhattak volna. Jobb híján leprában szenvedő beteg lányukat áldozták fel, azaz főzték meg, akinek Kava volt a neve. A király, amikor ezt megtudta, azt tanácsolta nekik, hogy inkább temessék el. Ők így is tettek, majd később azt vették észre, hogy két növény növekszik a helyen, ahol lányuk nyugszik. A fejénél a kava, a lábainál pedig cukornád.
A növény mítosza így szimbolizálja a tongaiak kultúrájában a béketeremtés, az áldozás, a diplomácia és a lojalitás jelentéseit.

## Külső hivatkozások
- Családorvosi Fórum
- `Awa Development Council
- Hawai`i Pacific Islands Kava Festival
- Hawaiian Kava Center
- TheMedicine.net